# Nyctiplanctus hispaniolae
Nyctiplanctus hispaniolae is een keversoort uit de familie bladkevers (Chrysomelidae). De wetenschappelijke naam van de soort werd in 1948 gepubliceerd door Blake.